# Rhema (časopis)
Rhema : časopis za promicanje nove evangelizacije bio je hrvatski karizmatski katolički časopis.

## Povijest
Rhemu : časopis za promicanje duhovne obnove počela je 2002. godine u Požegi izdavati karizmatska molitvena Zajednica Dobri Pastir. Od godine 2011. nakladnik časopisa je koprivnički Figulus, a od 2012. do prestanka izlaženja Ustanova Kristofori. Od 2012. godine naziv časopisa je Rhema : časopis za promicanje nove evangelizacije. Urednici Rheme bili su Brigita Peček, Stjepan Tomić, Ružica Šilić i Josip Lončar.

## Sadržaj
List je donosio napise iz područja duhovnosti, molitve i karizmatske obnove, svjedočanstva iskustva vjere i obavijesti o djelovanju karizmatskih molitvenih zajednica. Suradnici Rheme bili su: Nikola Berišić, pater Marko Glogović, Nediljko Jelčić, fra Smiljan Dragan Kožul, Nikola Leopold Noso, fra Ivo Pavić, Mile Prpa, Niko Rončević, Mate Šimundić, Josip Sanko Rabar, Biserka Jagunić, Ivan Miškić, Charles Whitehead, Sanja Nikčević, Marijan Jelenić, Petar Nodilo, Nenad Piskač, fra Dario Galić, Marica Čunčić, Tanja Popec i drugi.

## Vanjske poveznice
Mrežna mjesta
- Rhema, pretpregled nekih brojeva